# Rueyres-Saint-Laurent
Rueyres-Saint-Laurent (toponimo francese; in tedesco Rueyres-Sankt Lorenz, desueto) è una frazione di 268 abitanti del comune svizzero di Gibloux, nel Canton Friburgo (distretto della Sarine).

## Storia

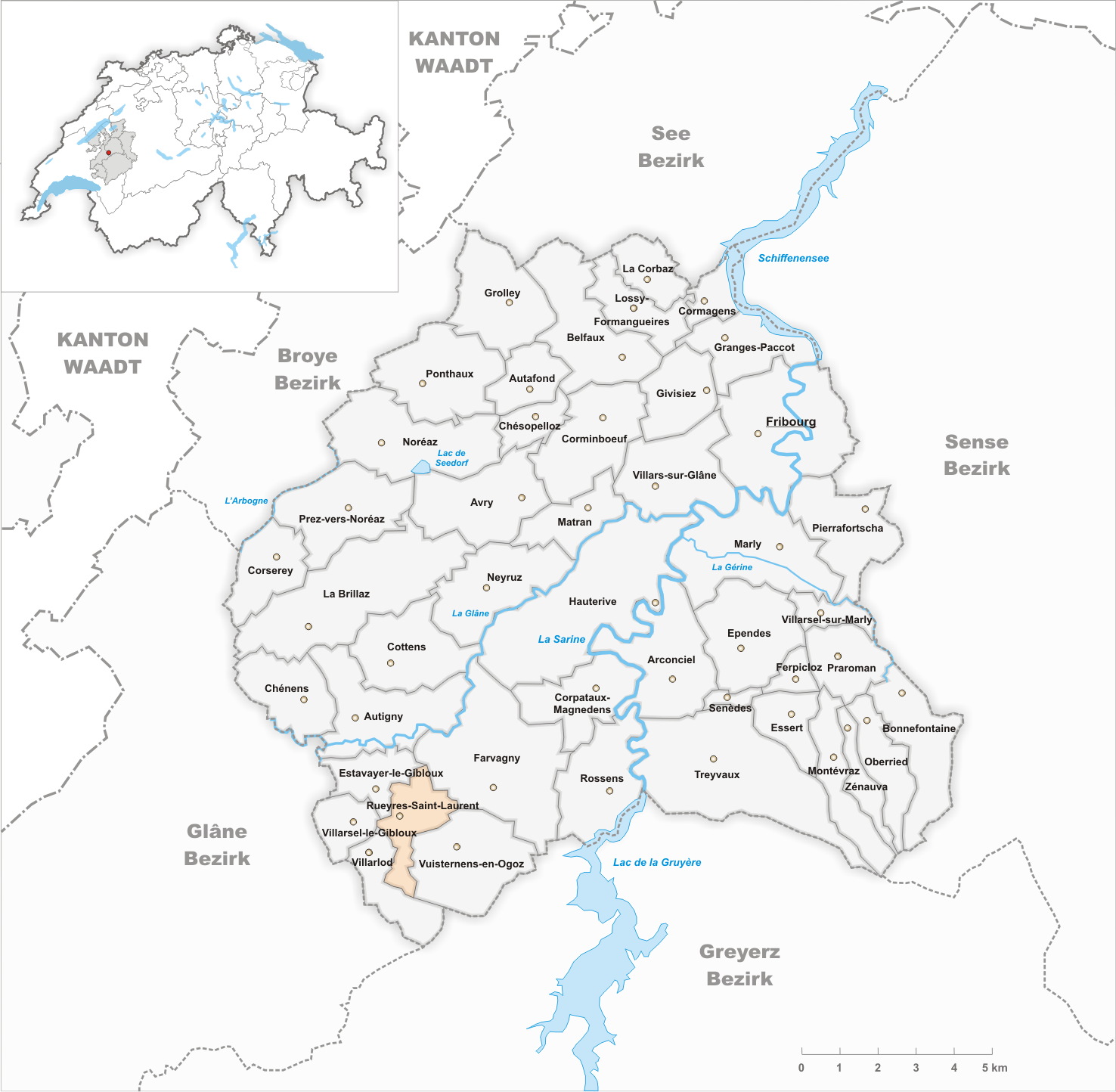
Il territorio del comune di Rueyres-Saint-Laurent prima degli accorpamenti comunali del 2003

Già comune autonomo, il 1º gennaio 2003 è stato accorpato agli altri comuni soppressi di Estavayer-le-Gibloux, Villarlod e Villarsel-le-Gibloux per formare il nuovo comune di Le Glèbe, il quale a sua volta il 1º gennaio 2016 è stato accorpato agli altri comuni soppressi di Corpataux-Magnedens, Farvagny, Rossens e Vuisternens-en-Ogoz per formare il nuovo comune di Gibloux.

## Monumenti e luoghi d'interesse

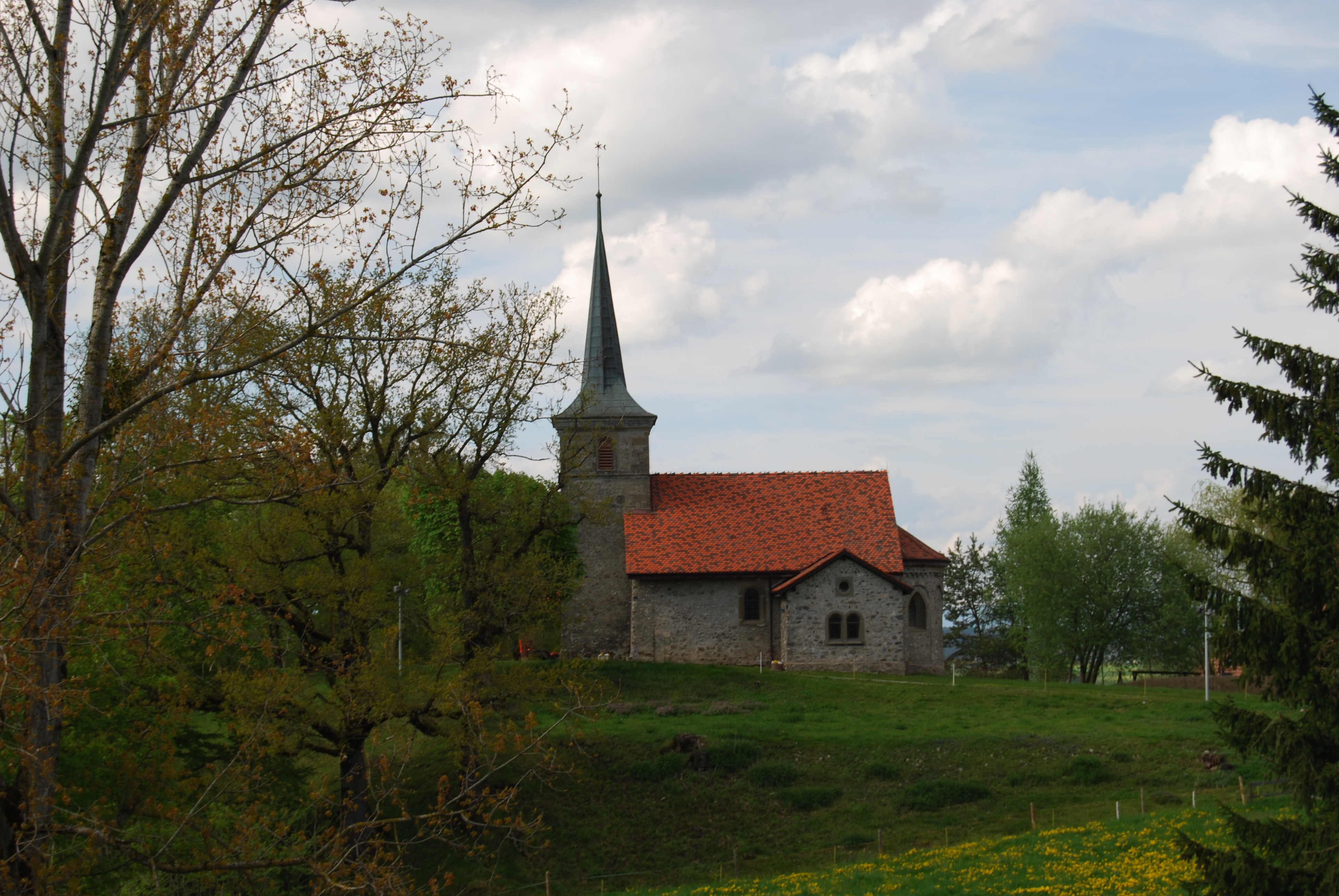
La cappella cattolica di San Lorenzo

- Cappella cattolica di San Lorenzo, eretta nel XII-XIII secolo[1].

## Società

### Evoluzione demografica
L'evoluzione demografica è riportata nella seguente tabella:
Abitanti censiti

## Amministrazione
Ogni famiglia originaria del luogo fa parte del comune patriziale che ha la responsabilità della manutenzione di ogni bene comune.